# Tund
A Tund a Csillagok háborúja elképzelt univerzumának egyik bolygója.

## Leírása
A felszínén valamikor esőerdők, síkságok és folyók voltak.

## Élővilága
Értelmes fajok: toong, sith.

## Történelme
|  | Alább a cselekmény részletei következnek! |

Y. e. 28 000-ben, miután a sith fajok felszabadultak a rakata rabszolgauralom alól, a Tund a sith örökség menekülési pontjává vált. (A bolygó nagy távolsága a Sith Birodalomtól azt valószínűsíti, hogy a menekülők hajója rakata hiperhajtóművel rendelkezett, és a bolygót az Erő erős kisugárzása alapján találták meg).
A bolygót ezer évekig tisztavérű sithek foglalták el, de később sith-ember hibridek jöttek a bolygóra, amikor a sith űrt a Sötét Jedik Y. e. 6900 -ben meghódították. A Tund elkerülte a megsemmisülést, ami a Nagy Hiperűr Háború során sok sith világot utolért. Egy új szekta jött létre, akik a Sötét Erőt használták, a Tund Varázslók (az angol eredetiben: Sorcerers of Tund).
Y. e. 45 -ben a szomszédos Toong'l bolygót néhány üstökös találta el, megmérgezve a bolygó légkörét. Ekkor sok toong menekült érkezett a Tund bolygóra, és hálásak voltak annak kis számú lakossága, valamint az általuk kedvelt dzsungelek miatt. A világtól visszahúzódó Tund Varázslók azonban nem örültek az új jövevényeknek, annyira, hogy a Köztársasági Szenátus elé a toongok üldözéséről érkeztek hírek. Palpatine látszólag elítélte a varázslókat és sarlatánnak nevezte őket, titokban pedig ügynököket küldött a bolygóra, hogy fürkésszék ki a tiszta sith-ek titkait.
Tund utolsó napjai Y. e. 5  körül jöttek el, amikor Rokur Gepta – egy apró, csigaszerű lény, aki illúziókat volt képes kivetíteni – beférkőzött a Varázslók sorai közé és ellopta a sötét tudomány titkait. Mivel azonnal észrevették a lopást, Gepta egy titokzatos „zöld tűz”-zel (amit egy elektromágneses torpedóból lőtt ki) megsemmisítette a Tund bolygó összes élőlényét.
A bolygó Slide Paramita és Ben Quadinaros szülőbolygója.
|  | Itt a vége a cselekmény részletezésének! |

## Megjelenése a filmekben
Egyik filmben sem jelenik meg, a Baljós árnyakban megemlítik.

## Megjelenése videojátékokban
Star Wars: Rebellion (hibásan adja meg a Tund helyzetét, mert a Xappyh szektorba helyezi)

## Megjelenése képregényekben
Nincs ismert megjelenése.

## Megjelenése könyvekben
Neil Smith: Lando Calrissian and the Starcave of ThonBoka – a The Lando Calrissian Adventures trilógia harmadik, befejező kötete.  helytelen ISBN kód: 0-345-311648-72 ; 1983, Baliantine Publishing, Paperback, 181 Pages)